# Noa (zangeres)
Noa (Hebreeuws: נועה) (Tel Aviv, 23 juni 1969), pseudoniem van Achinoam Nini (Hebreeuws: אחינועם ניני), is een Israëlische zangeres die zich inzet voor vrede in het Midden-Oosten.

## Leven en werk
Achinoam Nini werd geboren op 23 juni 1969 in Tel Aviv in een Joods gezin van Jemenitische afkomst. Toen ze twee was, verhuisde het gezin naar New York. Op haar zeventiende keerde ze terug naar Israël. Daar ontmoette ze Gil Dor, die haar vaste partner zou worden.
Noa en Gil Dor begonnen op te treden en platen op te nemen in samenwerking met heel wat muzikanten, waaronder de slagwerker Zohar Fresco. Hun muziek was een versmelting van popmuziek en Midden-Oosterse volksmuziek. Noa zong zowel in het Engels als in het Hebreeuws. Ze trad op in de Verenigde Staten, Europa en het Midden-Oosten. In 1994 zong ze Ave Maria voor paus Johannes Paulus II.
Een bekend Hebreeuws liedje van Noa is Mishaela (1991). Engelstalige liedjes zijn I Don't Know (1994), Wildflower (1994), Child of Man (1994), Lama (1996) en Long Coat in Winter (2000). Haar bekendste nummer is wellicht Beautiful That Way uit de soundtrack van La vita è bella (1997).
Sinds de moord op Yitzhak Rabin zet Noa zich in voor vrede in het Midden-Oosten. In 2003 werd ze goodwill-ambassadeur voor de Voedsel- en Landbouworganisatie van de Verenigde Naties. In 2005 trad ze op op het Live 8-concert in Rome.
In 2009 zong ze samen met de Palestijnse Mira Awad There Must Be Another Way op het Eurovisiesongfestival, een vredesliedje in drie verschillende talen: Engels, Hebreeuws en Arabisch. Ze haalden de finale, maar moesten het daarin met een zestiende plaats stellen. In 2025 opende ze samen met Mira Awad het Festival van San Remo met het vredeslied Imagaine  van John Lennon.

## Familie
- Noa heeft drie kinderen.

## Discografie
- 1991 - Achinoam Nini and Gil Dor Live (NMC)
- 1993 - Achinoam Nini and Gil Dor (NMC)
- 1994 - Noa (Geffen Records)
- 1996 - Calling (Geffen Records)
- 1997 - Achinoam Nini (NMC)
- 1998 - Achinoam Nini & the Israel Philharmonic Orchestra (NMC)
- 2000 - Blue Touches Blue (Universal Records)
- 2001 - First Collection (NMC)
- 2002 - Now (Universal Records)
- 2003 - Noa Gold (Universal Records), verzamelalbum
- 2005 - Noa Live (Universal Records)
- 2006 - Napoli-Tel Aviv (NMC)
- 2008 - Genes & Jeans (More Management)
- 2009 - There Must Be Another Way (More Management), met Mira Awad
- 2011 - Noapolis - Noa Sings Napoli (More Management)
- 2011 - Eretz Shir (More Management)
- 2015 - Love Medicine (More Management)
- 2019 - Letters to Bach (More Management)
- 2021 - Afterallogy (More Management)

- Bibliothèque nationale de France: cb13963722b (data)
- Gemeinsame Normdatei: 134965183
- International Standard Name Identifier: 0000 0003 6846 8593
- Library of Congress Control Number: nr98006994
- MusicBrainz: 8c4ade2f-1b8e-4b87-a719-6a84c4eb1cd8
- Nationale Bibliotheek van Tsjechië: xx0049146
- Nationale Bibliotheek van Israël: 987007300642305171
- Nationale Bibliotheek van Polen: a0000003121871
- SNAC: w62f86mh
- Système universitaire de documentation: 179014161
- Virtual International Authority File: 56521476
- WorldCat: E39PBJkD9tJ8vBkrFtXHKM8V4q

1973: Ilanit · 
1974: Poogy · 
1975: Shlomo Artzi · 
1976: Chocolad Menta Mastik · 
1977: Ilanit · 
1978: Izhar Cohen & The Alphabeta · 
1979: Gali Atari & Milk and Honey · 
1981: Hakol Over Habibi · 
1982: Avi Toledano · 
1983: Ofra Haza · 
1985: Izhar Cohen · 
1986: Moti Giladi & Sarai Tzuriel · 
1987: Lazy Bums · 
1988: Yardena Arazi · 
1989: Gili & Galit · 
1990: Rita · 
1991: Duo Datz · 
1992: Dafna Dekel · 
1993: The Shiru Group · 
1995: Liora · 
1998: Dana International · 
1999: Eden · 
2000: Ping Pong · 
2001: Tal Sondak · 
2002: Sarit Hadad · 
2003: Lior Narkis · 
2004: David D'Or · 
2005: Shiri Maimon · 
2006: Eddie Butler · 
2007: Teapacks · 
2008: Bo'az Ma'uda · 
2009: Noa & Mira Awad · 
2010: Harel Skaat · 
2011: Dana International · 
2012: Izabo · 
2013: Moran Mazor · 
2014: Mei Finegold · 
2015: Nadav Guedj · 
2016: Hovi Star · 
2017: Imri Ziv · 
2018: Netta Barzilai · 
2019: Kobi Marimi · 
2021: Eden Alene · 
2022: Michael Ben David · 
2023: Noa Kirel · 
2024: Eden Golan · 
2025: Yuval Raphael